# London Borough of Lewisham
London Borough of Lewisham är en borough i sydöstra London med cirka 300 000 invånare (2022).
Den bildades 1965 när Borough of Lewisham och Borough of Deptford slogs ihop.
Borough of Lewisham gränsar till Royal Borough of Greenwich i öst, London Borough of Bromley i söder och London Borough of Southwark i väster. Themsen formar en kort sektion vid norra gränsen med Isle of Dogs i London Borough of Tower Hamlets.

## Distrikt
Distrikt som helt eller delvis ligger i Lewisham.
- Bellingham
- Blackheath
- Brockley
- Catford
- Crofton
- Deptford
- Forest Hill
- Grove Park
- Hither Green
- Honor Oak
- Lewisham
- Lee
- New Cross
- Southwark
- St Johns Lewisham
- Sydenham (även Lower Sydenham, Upper Sydenham)
- Sydenham Hill